# Express Yourself (singel N.W.A)
Express Yourself – ostatni singel amerykańskiego zespołu hip-hopowego N.W.A, który promował album pt. Straight Outta Compton. Zawiera sample pochodzące od utworu o tej samej nazwie, grupy muzycznej Charles Wright & the Watts 103rd Street Rhythm Band. Piosenka znalazła się także na ścieżce dźwiękowej do gry Grand Theft Auto: San Andreas, w Tony Hawk’s Pro Skater 4 i w grze Skate. W poszerzonej wersji singla, oprócz Dr. Dre, wystąpili Ice Cube i MC Ren.

## Lista utworów
1. „Express Yourself” (Extended Mix) – 4:42
2. „Bonus Beats” - 3:03
3. „Straight Outta Compton” (Extended Mix) – 4:54
4. „A Bitch Iz a Bitch” - 3:10